# Ujuk Island
Ujuk Island är en ö i Kanada.   Den ligger i territoriet Nunavut, i den nordöstra delen av landet, 3 600 km norr om huvudstaden Ottawa. Arean är 9,6 kvadratkilometer.
Terrängen på Ujuk Island är lite kuperad. Öns högsta punkt är 385 meter över havet. Den sträcker sig 4,9 kilometer i nord-sydlig riktning, och 2,6 kilometer i öst-västlig riktning.
Trakten runt Ujuk Island är nära nog obefolkad, med mindre än två invånare per kvadratkilometer.